# Punt crític (matemàtiques)
|  | Per a altres significats, vegeu «punt crític». |

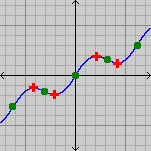
Punts estacionaris (creus vermelles) i punts d'inflexió (cercles verds). Cal notar que els punts estacionaris són punts crítics, però els punts d'inflexió no ho són.

En càlcul, un punt crític d'una funció d'una variable real és qualsevol valor del seu domini on la funció no és diferenciable o bé la seva derivada és 0. El valor de la funció en el punt crític és un valor crític de la funció. Aquestes definicions admeten generalitzacions a funcions de diverses variables, mapes diferenciables entre R m i Rn , i mapes diferenciables entre varietats diferenciables. Per a una funció de diverses variables reals diferenciable, el punt crític és el valor en el seu domini on totes les derivades parcials són zero.

## Definició per funcions d'una sola variable
Un punt crític d'una funcin d'una sola variable real, ƒ(x), és un valor x0 dins del domini de ƒ on la funció no és diferenciable o bé la seva derivada és 0, ƒ′(x0) = 0. Qualsevol valor en el codomini de ƒ que sigui la imatge d'un punto crític sota ƒ és un valor crític de ƒ. Aquests conceptes es poden visualitzar per mitjà de la gràfica de ƒ: en un punt crític, la gràfica no admet una tangent, o bé la tangent és una línia vertical o horitzontal. En aquest darrer cas, la derivada és zero i el punt s'anomena punt estacionari de la funció.
Pel teorema de Fermat, els màxims i mínims locals d'una funció poden existir únicament en els seus punts crítics. No obstant això, no tot punt estacionari és un màxim o mínim de la funció; pot correspondre també a un punt de sella de la gràfica, com per exemple en el cas ƒ(x) = x3 en x = 0, o la gràfica pot oscil·lar al voltant del punt, com en el cas de la funció definida per la fórmula ƒ(x) = x²sin(1/x) per x ≠ 0 i ƒ(0) = 0, en el punt x = 0.

### Derivada igual a zero
Donada una funció real de variable real, y = f(x):
{\displaystyle {\begin{array}{rccl}f:&R&\longrightarrow &R\\&x&\longmapsto &y=f(x)\end{array}}}
Amb domini de definició (a,c), essent y = f(x) contínua i derivable en l'interval (a,c) i un punt b d'aquest interval:
{\displaystyle a<b<c\;}
on la seva derivada en b és zero:
{\displaystyle {\cfrac {d\;f(b)}{dx}}=0}
es poden presentar els casos descrits a continuació.

#### Màxim

La funció de a a b és creixent i de b a c és decreixent, en el punt b la tangent a la funció és horitzontal i, per tant, en el punt b la funció presenta un màxim relatiu.

#### Mínim

La funció de a a b és decreixent i de b a c és creixent, en el punt b la tangent a la funció és horitzontal i, per tant, en el punt b la funció presenta un mínim relatiu.

#### Punt de sella

La funció de a a b és creixent i de b a c és també creixent, en el punt b la tangent a la funció és horitzontal i, per tant, en el punt b la funció presenta un punt de sella.

La funció de a a b és decreixent i de b a c és també decreixent, en el punt b la tangent a la funció és horitzontal i, per tant, en el punt b la funció presenta també un punt de sella.

### Exemples
- La funció ƒ(x) = x² + 2x + 3 és diferenciable a tot arreu, amb la derivada ƒ′(x) = 2x + 2. Aquesta funció té un sol punt crític −1, ja que és l'únic valor x0 pel qual 2x0 + 2 = 0. Aquest punt és un mínim global de ƒ. El corresponent valor crític és ƒ(−1) = 2. La gràfica de ƒ és una paràbola còncava cap amunt, i el punto crític és l'abscissa del vèrtex, on la línia tangent és horitzontal, i el valor crític és l'ordenada del vèrtex i pot ser representat per la intersecció d'aquesta línia tangent i l'eix y.

- La funció f(x) = x2/3 és definida per a tota x i és diferenciable per x ≠ 0, amb la derivada ƒ′(x) = 2x−1/3/3. Com que ƒ′(x) ≠ 0 per x ≠ 0, l'únic punt crític de ƒ és x = 0. La gràfica de la funció ƒ té una singularitat matemàtica en aquest punt amb una tangent vertical. El corresponent valor crític és ƒ(0) = 0.

- La funció ƒ(x) = x3 − 3x + 1 és diferenciable a tot arreu, amb la derivada ƒ′(x) = 3x² − 3. Té dos punts crítics, a x = −1 i a x = 1. Els corresponents valors crítics són ƒ(−1) = 3, que és un valor màxim local, i ƒ(1) = −1, que és un valor mínim local de ƒ. Aquesta funció no té màxim ni mínim global. Com que ƒ(2) = 3, s'observa que un valor crític es pot trobar també en un punt no crític. Geomètricament, això significa que una línia tangent horitzontal a la gràfica en un punt (x = −1) pot intersecar la gràfica en un angle agut en un altre punt (x = 2).
- La funció {\displaystyle f(x)=|x-1|} és derivable en tot el domini excepte a {\displaystyle x=1}, per la qual cosa {\displaystyle (0,1)} és l'únic punt crític, malgrat que existeixen les derivades laterals en tal punt, però diferents.[4]

- La funció màxim enter de x: {\displaystyle \lfloor x\rfloor =\max\{k\in \mathbb {Z} \mid k\leq x\}} no és derivable per a valors enters de x, per la qual cosa té una infinitat numerable de punts crítics.[5]

## Definició per funcions de diverses variables
En aquesta secció, s'assumeix que les funcions són suaus (contínuament diferenciables).
Per a una funció suau de diverses variables reals, la condició de ser un punt crític és equivalent al fet que totes les seves derivades parcials siguin zero; per a una funció en una varietat, és equivalent al fet que el seu diferencial sigui zero.
Si la matriu hessiana en un punt crític és no singular llavors el punt crític s'anomena no degenerat, i el signe dels autovalors de l'hessià determinen el comportament local de la funció. En el cas d'una funció real d'una variable real, l'hessià és simplement la segona derivada, i la no singularitat és equivalent a ser diferent de zero. Un punt crític no degenerat d'una funció real d'una variable és un màxim si la segona derivada és negativa, i un mínim si és positiva. Per a una funció de n variables, el nombre d'autovalors negatius d'un punt crític s'anomena el seu índex, i un màxim ocorre quan tots els autovalors són negatius (índex n, la matriu hessiana és definida negativa) i un mínim ocorre quan tots els autovalors són positius (índex zero, la matriu hessiana és definida positiva); en tots els altres casos, el punt crític pot ser un màxim, un mínim o un punt de sella (índex estrictament entre 0 i n, la matriu hessiana és indefinida). Això és equivalent a estudiar el signe de la forma quadràtica definida per la matriu hessiana en el punt: per a fer-ho, existeixen diversos mètodes, com el de Sylvester (basat en l'estudi dels menors principals de la matriu), per congruència, o el ja citat mètode dels autovalors. La Teoria de Morse aplica aquestes idees a la determinació de la topologia de varietats, tant de dimensió finita o infinita.